# کیلوا کیسیوانی
کیلوا کیسیوانی، شهری بندری بوده‌است که ویرانه‌هایش امروز در کشور تانزانیا در ۳۰۰ کیلومتری جنوب دارالسلام قرار دارد و در فهرست میراث جهانی یونسکو است. این شهر یکی از مراکز تجارت سواحلی بوده و در آن عاج و طلای آفریقا در برابر نقره، عقیق، عطر، سفال‌های ایرانی و ظروف چینی مبادله می‌شده‌است. وقایع‌نامه کیلوا مؤسس شهر را علی‌بن‌حسن شیرازی حاکم دیلمی از خاندان آل بویه معرفی می‌کند. کیلوا کیسیوانی در زبان سواحلی به معنای کیلوا در جزیره است، گویا پیش از تأسیس این شهر، شهری دیگر به نام کیلوا وجود داشته‌است. از مهمترین بازمانده‌های این شهر می‌توان به مسجد کیلوا کیسیوانی اشاره کرد که بین سال‌های ۵۴۰ تا ۵۵۸ میلادی توسط سلیمان الحسن سلطان کیلوا بناشده و سبکی ایرانی یا عرب دارد.